# Luz Casal
Pour les articles homonymes, voir Casal.
María Luz Casal Paz, plus connue sous le nom de Luz Casal, est une chanteuse espagnole de pop-rock née le 11 novembre 1958 à Boimorto, en Galice. Elle est considérée en Espagne comme l’une des meilleures solistes de musique populaire du pays. Après ses succès dans son pays dans les années 1980, elle a atteint une renommée internationale, particulièrement en France, surtout après l’inclusion de deux de ses chansons dans le film Talons aiguilles de Pedro Almodóvar. La vente de ses disques dépasse, en 2007, les cinq millions d’exemplaires.

## Biographie

### Débuts
Luz Casal, fille unique de José Casal et Matilde Paz, naît dans le village galicien de Boimorto, en province de La Corogne, le 11 novembre 1958. Ses parents déménagent en Asturies alors que Luz n’a que six mois. Elle étudie, à Avilés, à l’école Paula-Frassinetti, de la congrégation des sœurs de Sainte-Dorothée. Puis la famille va vivre à Gijón où, devant cinquante personnes, Luz se produit pour la première fois en public. Elle étudie le piano, le solfège et la danse et fait partie d’un groupe de rock nommé Los Fannys qui fait des reprises de chansons d’autres artistes, et d’un autre avec lequel elle voyage dans les Asturies, León et Galice. Cependant, toujours désireuse de chanter en tant que soliste, elle s’intéresse au chant lyrique et étudie la technique du bel canto.
En 1977, afin de continuer sa carrière dans le monde de la musique et après avoir réussi à convaincre ses parents, elle part à Madrid où elle enregistre une maquette, La guapa. Elle se rend ainsi chez plusieurs compagnies musicales jusqu’à ce qu’une productrice indépendante lui fasse passer un essai pour intégrer les chœurs et réussit donc à entrer dans le monde de la musique professionnelle. Elle participe aux chœurs des enregistrements de plusieurs chanteurs de la compagnie et accompagne Juan Pardo en direct dans la même fonction. Elle commence à écrire ses propres chansons et en enregistre dix, qui ne seront jamais publiées. C’est à cette époque qu’elle fait son unique incursion théâtrale en incarnant Raquel Meller dans la comédie musicale Las Divinas, représentée au théâtre Reina Victoria de Madrid. En 1980, elle publie avec une multinationale son premier 45 tours, El ascensor, une composition avec certains accents reggae en hommage à Bob Marley. Elle participe à des festivals de plusieurs pays et suit des cours de danse avec des maîtres tels que Karen Taft (es), Arnold Taraborrelli (es), Lindsay Kemp, Merche Esmeralda ou Goyo Montero (es).
En 1981, cherchant un contrôle moindre sur sa vie privée, elle signe chez Zafiro et participe à l’enregistrement du disque En directo (es) du groupe Leño. Au début de l’année 1982, elle commence à Madrid, Bruxelles et Amsterdam l’enregistrement de son premier album qui sortira en septembre de la même année sous le titre de Luz (es). Produit par Carlos Narea (de), il comporte des airs composés par elle-même et d’autres de Ramoncín, Roque Narvaja (es), Noel Soto (es) ou Narea. Elle fait sa première apparition télévisée en direct puis participe à un livre-disque du poète Jaime Noguerol (es).
En 1983 paraît son premier vidéo clip sur sa chanson No aguanto más, commencent ses premières apparitions sur scène et elle participe à la tournée El rock de una noche de verano avec Miguel Ríos et Leño, avec qui elle parcourt trente-cinq villes à travers toute l’Espagne.
En 1984, elle sort son deuxième album, Los ojos del gato (es), enregistré en Espagne, en Belgique et en Allemagne. Certaines de ses chansons, de Ramoncín et d’Hilario Camacho (es) entre autres, commencent à s’écouter en Europe. Luz continue d’étudier : piano, ensemble choral et interprétation. Luz III (es), paru en 1985, comprend un titre qui deviendra populaire, Rufino, de Carmen Santonja (membre de Vainica Doble). Cette même année, elle se produit dans un festival en Tchécoslovaquie avec des artistes d’autres pays ; Luz se rappelle l’impact à entendre ses chansons No aguanto más et Ciudad sin ley jouées par un orchestre de cuivres. En 1986 elle offre plus de quatre-vingt-dix concerts et se produit de nouveau à la télévision tchécoslovaque. En Allemagne, elle enregistre le titre The Water is Life pour une campagne écologique avec des vedettes comme David Knopfler, ex-compositeur de Dire Straits et frère de celui qui fut son meneur, compositeur et guitariste Mark Knopfler.
En 1987, elle enregistre une chanson A cappella avec le groupe The Christians pour un programme télévisé et, en mai, sort son nouvel album, Quiéreme aunque te duela (es), dans lequel, moins rock, on découvre une grande interprète de ballades qui seront ses plus grands succès du moment. Elle participe au programme télévisé ¡Qué noche la de aquel año! (es), présenté par Miguel Ríos, et se rend au Mexique, au Venezuela et à New York. En 1988, elle apparaît dans le programme télévisé Viaje con nosotros (es) de Javier Gurruchaga et, dans un festival caritatif à Séville, elle interprète une version tango de Quiéreme aunque te duela en compagnie du groupe Pata Negra. Elle se produit au Sun Festival d’Ibiza en compagnie de Phil Manzanera.

### Le succès
En 1989, elle sort, sous son nouveau label Hispavox, Luz V (es) produit par Paco Trinidad et Chucho Merchán (es), musicien habituel d’Eurythmics, et sous la direction musicale d’Enrique Mateu (es). Le disque, vendu à trois cent mille exemplaires, ce qui suppose son accession définitive au succès, comporte trois de ses chansons qui sont devenues depuis des classiques : Loca, Te dejé marchar et No me importa nada. La même année elle se produit au Chili au festival Desde Chile... un abrazo a la esperanza (es) en faveur des droits de l’homme, avec des artistes comme Sting ou Peter Gabriel.
Elle sort en 1991 A contraluz (es) vendu à plus de six cent mille exemplaires, obtenant six disques de platine. Sur ce disque se trouve le bolero Piensa en mí d’Agustín Lara et Un año de amor que Pedro Almodóvar a choisi pour son film Talons aiguilles. On y trouve aussi un autre tube, Tal para cual. Grâce à son énorme succès qui en fait une étoile européenne, spécialement appréciée en France, Luz fait une pause de quatre ans loin des studios d’enregistrement, temps consacré à faire le point sur sa carrière après le succès obtenu avec son travail précédent. Cependant, elle continue de se produire en Espagne et en Amérique latine ainsi qu’en France et dans d’autres pays européens comme en Allemagne. Son album suivant, Como la flor prometida (es), sort en 1995, soit quatre ans après le précédent. Ce nouvel ouvrage se vend à huit cent mille exemplaires, devenant ainsi le disque le plus vendu de sa carrière. Un an plus tard paraît la compilation Pequeños y grandes éxitos. En 1998, sort une autre compilation destinée à la France, Luz Casal, qui se vend, dans ce pays, à quatre cent mille exemplaires et comporte des chansons françaises telles que Tu ne l’emporteras pas et Entre mes souvenirs, versions respectivement de No me importa nada et Entre mis recuerdos. Elle se produit dans le mythique Olympia de Paris et devient la première chanteuse espagnole de musique pop à remplir La Cigale cinq jours de suite, du 24 au 28 octobre 1998.

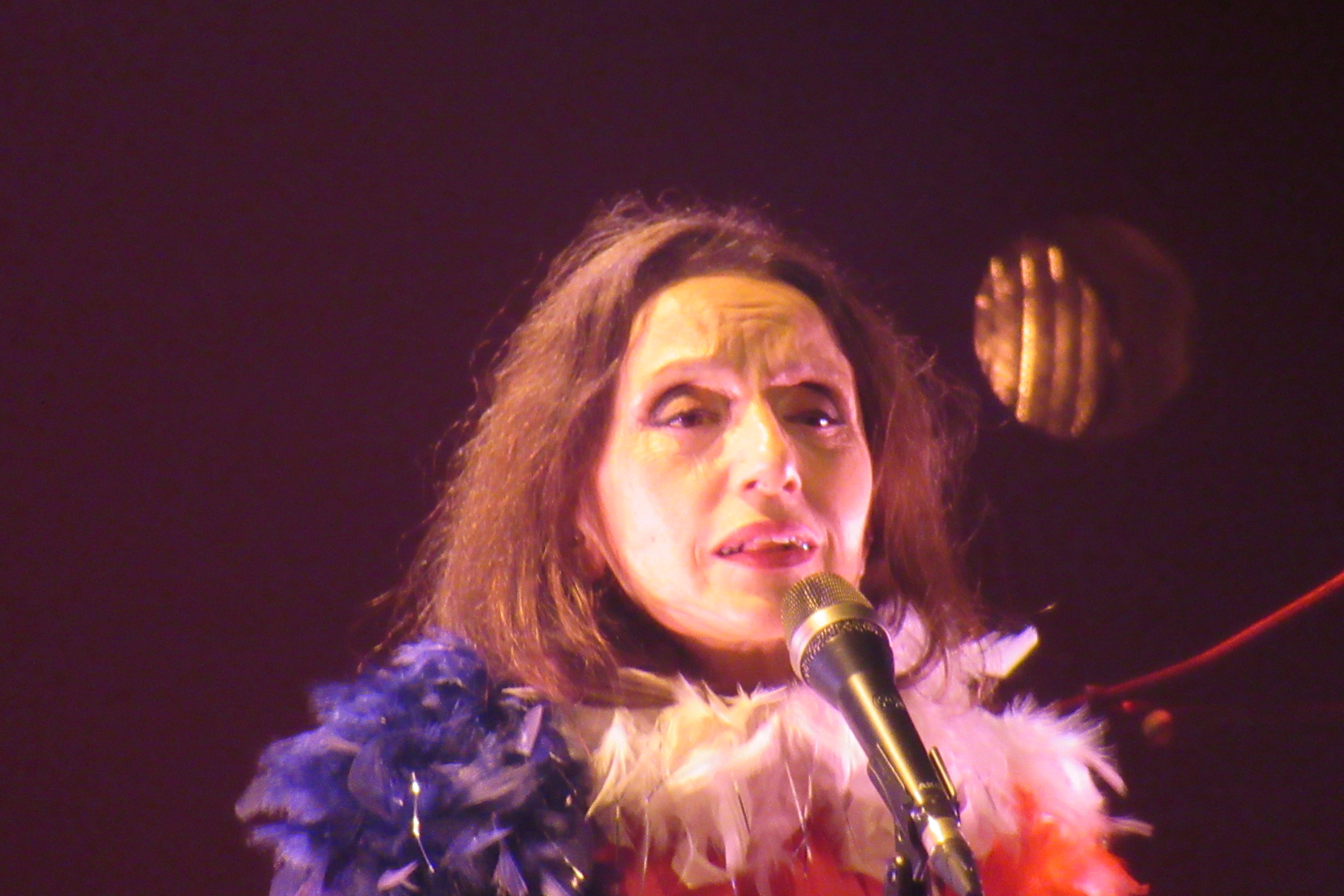
Luz Casal lors de son récital à Poissy, le 7 avril 2023.

En 1999 sort, après quatre autres années sans rien publier de nouveau à cause du coup dur provoqué par la mort de son père, Un mar de confianza (es) qui se vend à six cent mille exemplaires. Cette même année, la chanson Mi confianza est couronnée par le prix Ondas de la meilleure chanson et elle commence une tournée dans plusieurs pays européens comme la France, l’Italie, la Suisse ou la Belgique. Elle collabore également à une chanson du disque en public de Rosendo Siempre hay una historia enregistré dans la prison de Carabanchel. En 2001 elle obtient conjointement avec Pablo Guerrero le prix Goya de la meilleure chanson originale pour Tu bosque animado du film La Forêt animée (es). En novembre 2002 paraît Con otra mirada (es) qui se vend à cent cinquante mille exemplaires et, en octobre 2004, sort Sencilla alegría (es) enregistré en France dans les studios du Manoir et produit par Javier Limón (es).
Dans ce disque — vendu à cent vingt mille exemplaire et dans lequel Luz offre une voix riche qui, pour la première fois de sa carrière, inclut des airs de flamenco et de jazz — collaborent Chris Barron (de Spin Doctors), le trompettiste Jerry González (es), Olivier Durand (guitariste d’Elliott Murphy), Pablo Guerrero, Rui Veloso, Niño Josele (es), Quique González y Pablo Novoa (es). Ce produit comprend la chanson Ecos, dédiée aux victimes des attentats du 11 mars de 2004 à Madrid et aussi la chanson Negra Sombra, sur un texte de la poète Rosalía de Castro et une composition de Juan Montes Capón (es), qui est le thème principal du film Mar adentro d’Alejandro Amenábar.
En 2005 paraît une nouvelle compilation, Pequeños, medianos y grandes éxitos, avec trente chansons, qui se vend à quatre-vingt mille exemplaires et dont la version française, sortie l’année suivante, comporte Un nuevo día brillará (Duel au soleil), un duo avec Étienne Daho et En un siglo verás, un duo avec le chanteur français Raphaël Haroche. En 2006, la journaliste Magda Bonet présente à Barcelone la biographie de Luz, Mi memoria es agua (éditions B), titre d’une de ses chansons. Le 16 janvier 2007, Luz est opérée d’un cancer du sein et, le 20 juin, elle annonce sur son site web qu’elle a vaincu la maladie, offrant, le 12 octobre, le premier simple, Sé feliz, de son nouvel album, Vida tóxica (es), titre qui fait référence à la chimiothérapie reçue durant le traitement de son cancer. Sur ce disque, mis en vente le 21 novembre, ont collaboré Carlos Goñi, Luis Auserón (es) et Pablo Guerrero, entre autres. Le 29 septembre 2009 sort sous le titre La Pasión, un album de treize chansons dans lequel elle rend hommage à de grandes figures du boléro telles que René Touzet, Carlos Eleta, Francisco Flores, Julio Rodríguez ou María Elena Walsh, et invite à un voyage dans les années 1940, 1950 et 1960, les plus importantes du boléro, avec des chansons comme Alma mía, Historia de un amor, Cenizas, Qué quieres tú de mí ou Como la cigarra. Cet album est certifié disque de platine en Espagne et il s’est vendu à plus de cent soixante mille exemplaires en France avec un total de deux cent mille disques au niveau international.

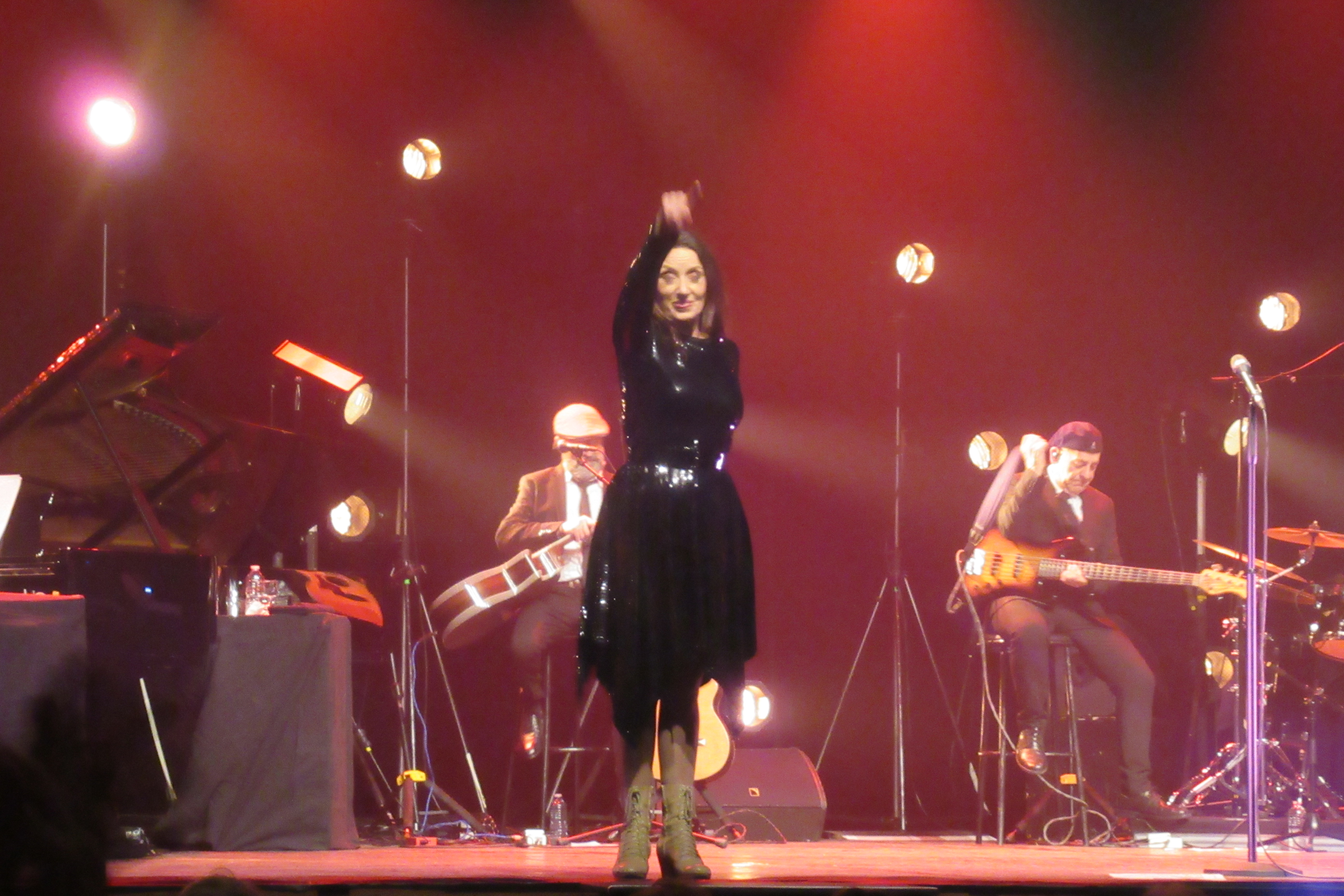
Luz Casal au théâtre de Poissy le 7 avril 2023, récital du lancement de son disque las Ventanas de mi alma.

Le 17 mai 2010 elle annonce à ses fans sur sa page web qu’elle doit annuler la tournée de présentation de La pasión afin de subir une nouvelle intervention pour un nouveau cancer du sein.
Le 20 janvier 2011 reprend, au théâtre Juan-Bravo de Ségovie, la tournée La Pasión. En novembre 2011 est mise en vente une nouvelle compilation intitulée Un ramo de rosas qui comporte trois nouvelles chansons.
Le 26 novembre 2013 apparaît dans les bacs espagnols un nouvel album studio, Almas gemelas. Une semaine plus tôt, le 18 sortait l’édition internationale de cet album intitulée Alma.
En mars 2018 est mis en vente son nouvel album studio, Que corra el aire, après cinq années sans avoir rien publié d’inédit en espagnol. Entre-temps, elle a mis sur le marché français, en 2017, un album de reprises de chansons de Dalida, Luz Casal chante Dalida, A mi manera.

## Distinctions

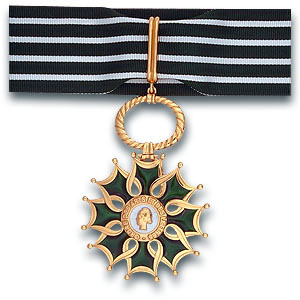
Médaille de commandeur de l'ordre des Arts et des Lettres.

- 2001 : prix Goya de la meilleure chanson originale[7].
- 2007 : médaille d'or du mérite des beaux-arts par le ministère de l'Éducation, de la Culture et des Sports[9].
- Le 13 novembre 2009, elle reçoit la médaille d'officière de l'ordre des Arts et des Lettres par le ministre de la Culture, Frédéric Mitterrand[10],[7].
- 2013 : prix national des musiques actuelles[7].
- 2023 : Nommée Commandeur de l'ordre des Arts et des Lettres par la ministre de la Culture, Rima Abdul Malak[11]
- 2025 : Le Roi d'Espagne Felipe VI l'anoblit en lui accordant le titre de marquise de Luz et de Paz[12].

## Discographie

### Albums studio
| Année | Album                                         | Ventes mondiales |
| ----- | --------------------------------------------- | ---------------- |
| 1982  | Luz                                           | 100 000          |
| 1984  | Los Ojos del gato                             | 150 000          |
| 1985  | Luz III                                       | 200 000          |
| 1987  | Quiéreme aunque te duela                      | 200 000          |
| 1989  | Luz V                                         | 300 000          |
| 1991  | A contraluz                                   | 600 000          |
| 1995  | Como la flor prometida                        | 800 000          |
| 1999  | Un mar de confianza                           | 600 000          |
| 2002  | Con otra mirada                               | 150 000          |
| 2004  | Sencilla alegría                              | +120 000         |
| 2007  | Vida tóxica                                   | +120 000         |
| 2009  | La pasión                                     | 240 000          |
| 2013  | Almas gemelas                                 | +40 000          |
| 2017  | Luz Casal chante Dalida, A mi manera (France) |                  |
| 2018  | Que corra el aire                             |                  |
| 2023  | Las ventanas de mi alma                       |                  |

### 45 tours
- La Guapa (1977)
- El ascensor (1980)

### Compilations
| Année | Album                               | Ventes mondiales |
| ----- | ----------------------------------- | ---------------- |
| 1990  | Luz                                 |                  |
| 1996  | Pequeños y grandes éxitos           | +200 000         |
| 1998  | Best of Luz Casal                   | +400 000         |
| 2005  | Pequeños, medianos y grandes éxitos | +100 000         |
| 2011  | Un ramo de rosas                    |                  |

### Enregistrements en public
- 2022 : Luz Casal y la Real Filharmonía de Galicia Solo esta noche 21/7/2021 (en directo), double album vinyle, CD ou DVD.